# Cupido gamra
Cupido gamra är en fjärilsart som beskrevs av Lederer 1855. Cupido gamra ingår i släktet Cupido och familjen juvelvingar. Inga underarter finns listade i Catalogue of Life.